# Nitrogentriiodid
Nitrogentriiodid (kemisk formel NI3) er et primært brisant sprængstof. Stoffet anses for at være et af de mest følsomme sprængstoffer. En flue der lander på det er i stand til at detonere stoffet.
Den største produktion af stoffet sker hos private, der er sprængstofsentusiaster. De laver omkring et gram ad gangen og detonerer det så med en fjer.
Nitrogentriiodid laves ud af iod-krystaller og salmiakspiritus. Ved sammenblanding kommer et bundfald af nitrogentriiodid. Det filtreres fra og overhældes med etanol (husholdningssprit) for at vaske salmiakspiritusrester ud af stoffet. Stoffet lægges typisk til tørre på stedet hvor det skal detoneres, da det stort set er umuligt at transportere stoffet i tør tilstand uden en detonation er til følge.
Nedbrydningen af NI3 foregår således:
2 NI3 (s) → N2 (g) + 3 I2 (g) (−290 kJ/mol)
Men når det er tørt sker det således:
8 NI3 · NH3 → 5 N2 + 6 NH4I + 9 I2
Disse eksplosioner efterlader orange/lilla misfarvninger, hvilket kan fjernes med natrium thiosulfat, eller bare at lade ioden fordampe med tid.
Små mængder nitrogentriiodid bliver nogen gange fremstillet for at vise gymnasieelever kemisk videnskab.